# Златовез
Златовез је вез са  златном или сребрном украсном нити (такозваном срмом) на текстилу. Углавном се користи за украшавање народне, литургијске и, историјски, владарске одеће.

## Историјат
Златовез потиче потиче са истока и користи се најмање 2000 година. Посредством Византије, техника златовеза шири се и у Европу. Употреба златовеза је била посебно популарна у средњем веку, посебно за црквену и владарску одећу, када је достигла завидан ниво вјештине. У Енглеској је у средњем веку развијен стил златовеза назван Опус Англиканум. На просторима где живе Срби, златовез (нпр. за јелеке) се користио у свим областима, почев од Војводине па до Врања. Из дворова, цркви и богаташких кућа, златовез је прешао и у куће обичних људи, који су га у 19. веку користили као знак престижа. Њиме су се израђивале најсвечанија девојачка и момачка одора, богато украшена да покаже богатство момка или девојке који су их носили.

## Богатство и лепота златовеза
Постоји чист златовез који је рађен на платненим одевним предметима, док је на тањим материјалима, ова техника рађена у комбинацији са памучним или свиленим концем. Вез је украшаван и зрнима корала, шљокицама упреденим гајтанима, таласастим тракама, конценричним круговима и палметама.

## Златовез у Херцеговини
Златовез који је рађен на подручју источне Херцеговине одаје утицај далеког Истока. Радиле су га претежно муслиманке, мада је било православки које су везле златовез. Животна свакодневница ових жена је била другачија. Наиме, православке су учествовале у вањским пословима равноправно са мушкарцима, док  муслиманска вера њиховим женама налаже да обављају искључиво послове унутар кућних бедема. Стога су оне биле посвећене изради златовеза на различитим платнима. Везле су јастучнице, пешкире, марамице и друге текстилне предмете. Поред текстилних предмета, који су служили као кућни инвентар, златовезом су се украшавали и одевни предмети бошњачке народне ношње на подручју источне Херцеговине.

### Техника златовеза
Техника златовеза спада у групу старих везилачких техника, а своје порекло води из Византије. У Европи се златовез, као техника украшавања, најпре примењивао код свештеничких одора, а временом прелази на одећу властодржаца те потом и обичног човека. Да се златовез радио свилом, показује и историјски податак-краљ Стефан Дечански наређује 1330. године да Пилоћани Захарије и Михајло дају Дечанима годишње „свиле”,  и  то Захарије 4 000, а Михајло 2 000 перпера (свилених чаура). Цар Душан наређује 1348. године да становници Доњег Пилота дају Призренском манастиру Светих архангела Михаила и Гаврила „свиле 100 000” (перпера).
У средњем веку свила је имала велику вредност-вредила је као злато, чак су је и вагали златом. У Херцеговни је било развијено свиларство, и то на подручју Попова поља. Свилене бубе су се гајиле у Дврсници и у Вељој Међи, мада су се производиле и у другим поповским селима. Била је велика потражња свиле, крајем 19. и почетком 20. века, јер су се од ње правиле рибарске мреже, а кориштена је за вез и израду меких сувенира. Почетком Дргог светског рата свиларство на подручју Источне Херцеговине нестаје из употребе.
Златовез као техника украшавања радио се и по броју и по писму, помоћу 12 различитих техника. Жене муслиманке су најчешће везле сватовске марамице

### Врањски златовез
Врањански златовез је у духу византијске и оријенталне традиције. У свечаним приликама Врањанке и данас украшавају своју одећу (мараме, појасеве хаљина и сукњи) златовезом. Посебно свадбене дарове карактерише богат вез златним утканим нитима конца (срмом).
У марту 1996, у Врању је приређена изложба Златовез кустоскиње Иве Лаковић, етнографкиње Народног музеја у Врању.

### Војвођански златовез
Златовез улази у народну везилачку уметност Војводине и суседних простора под утицајем средњовропског барока.

### Банатски златовез
Златовез карактеристичан за подручје Баната, врхунац доживљава у периоду од 1880. до 1920. године.

## Ремек-дело
Најпознатији српски златовез је „Похвала цару Лазару“ који је после битке на Косову извезла монахиња Јефимија.